# 濑渚邑
濑渚邑，是先秦时期的邑，位于今南京市高淳区濑渚。邑城城垣坚固，后因此称固城，位于高淳区固城镇，固城湖因城得名。
周景王四年（前541年）吴国置邑，周景王五年（前540年）于陵平山另筑陵平邑。周景王十年（前535年）濑渚邑属楚国，楚平王大造行宫，称“楚王城”。周敬王十四年（前506年）属吴国，伍子胥焚楚行宫。周元王三年（前474年）属越国。周显王十四年（前355年）属楚国。